# Ireton, Iowa
Ireton là một thành phố thuộc quận Sioux, tiểu bang Iowa, Hoa Kỳ. Năm 2010, dân số của thành phố này là 609 người.

## Dân số
Dân số qua các năm:
- Năm 2000: 585 người.
- Năm 2010: 609 người.